# (34543) Davidbriggs
(34543) Davidbriggs est un astéroïde de la ceinture principale.

## Description
(34543) Davidbriggs est un astéroïde de la ceinture principale. Il fut découvert le 28 septembre 2000 à Socorro (Nouveau-Mexique) par le projet LINEAR. Il présente une orbite caractérisée par un demi-grand axe de 2,94 UA, une excentricité de 0,05 et une inclinaison de 1,1° par rapport à l'écliptique.

## Compléments